# SN 2007oe
SN 2007oe – supernowa typu IIn odkryta 22 września 2007 roku w galaktyce A002410+0046. W momencie odkrycia miała maksymalną jasność 21,60m.